# Zeche Neuglück (Essen)
Die Zeche Neuglück im Essen-Überruhr-Hinsel ist ein ehemaliges Steinkohlenbergwerk. Die Zeche war mehr als 60 Jahre in Betrieb.

## Bergwerksgeschichte
Das Bergwerk war bereits im Jahr 1787 in Betrieb. Die abgebaute Kohle wurde ins Bergische Land verkauft. Im Jahr 1804 wurde das Bergwerk in Fristen gelegt. Im Jahr 1810 wurde den Gewerken der Zeche Neuglück durch die Bergbehörde der Übergang zum Tiefbau genehmigt. Ausschlaggebend für diese Genehmigung war die Vereinigung der drei Zechen Gewalt, Kuckuck und Neuglück zum gemeinsamen Tiefbau. Im Jahr 1813 wurde ein Stollen mit dem Namen Heinrich aufgefahren. Im Juli desselben Jahres konsolidierte die Zeche Neuglück unterhalb der Stollensohle mit der Zeche Gewalt zur Zeche Vereinigte Gewalt. Oberhalb der Stollensohle blieb die Zeche Neuglück weiterhin eigenständig und betrieb den Stollen Heinrich. Im Jahr 1815 wurde der Stollen Gewalt in Betrieb genommen. Danach war das Bergwerk weiterhin in Betrieb. Im Jahr 1837 betrieb das Bergwerk Abbau in einem streitigen Feld. Im Jahr 1853 war das Bergwerk noch in Förderung, danach wurde das Bergwerk nicht mehr in den Unterlagen genannt. Im Jahr 1859 konsolidierte die Zeche Neuglück zur Zeche Neuglück & Gewalt.

## Förderung und Belegschaft
Die ersten Förderzahlen des Bergwerks stammen aus dem Jahr 1802, in diesem Jahr wurden pro Tag 86 Ringel Steinkohle gefördert. Im Jahr 1827 wurden 59.110 Scheffel Steinkohle gefördert. Die ersten Belegschaftszahlen des Bergwerks stammen aus dem Jahr 1813, in diesem Jahr waren neun Bergleute auf der Zeche beschäftigt. Die Förderung belief sich in diesem Jahr auf 39.964 Scheffel Steinkohle. Im Jahr 1834 waren 15 Bergleute auf der Zeche beschäftigt. Im Jahr 1840 wurden 57.025 Scheffel Steinkohle gefördert. Die letzten bekannten Förderzahlen des Bergwerks stammen aus dem Jahr 1846, in diesem Jahr wurden 61.545 Scheffel Steinkohle gefördert.